# Теннисный чемпионат Дубая 2013
Теннисный чемпионат Дубая 2013 года — ежегодный профессиональный теннисный турнир в серии ATP 500 для мужчин и премьер серии для женщин. Соревнования проводилось на открытых хардовых кортах в Дубае, ОАЭ. Мужчины выявили лучших в 21-й раз, а женщины — в 13-й. Турнир прошёл с 18 февраля по 2 марта 2013 года: первую неделю лучшую выявляли женщины, а вторую — мужчины.
Прошлогодние победители:
- мужчины одиночки —  Роджер Федерер
- женщины одиночки —  Агнешка Радваньская
- мужчины пары —  Махеш Бхупати /  Рохан Бопанна
- женщины пары —  Лизель Хубер /  Лиза Реймонд

## Соревнования

### Мужчины одиночки
Новак Джокович обыграл  Томаша Бердыха со счётом 7-5, 6-3.
- Джокович выигрывает 2й титул в сезоне и 36й за карьеру в основном туре ассоциации.
- Бердых уступает 2й финал в сезоне и 10й за карьеру в основном туре ассоциации.

### Женщины одиночки
Петра Квитова обыграла  Сару Эррани со счётом 6-2, 1-6, 6-1.
- Квитова выигрывает 1й титул в сезоне и 10й за карьеру в туре ассоциации.
- Эррани уступает 2й финал в сезоне и 6й за карьеру в туре ассоциации.

### Мужчины пары
Махеш Бхупати /  Микаэль Льодра обыграли  Роберта Линдстедта /  Ненада Зимонича со счётом 7-6(6), 7-6(6).
- Бхупати выигрывает 1й титул в сезоне и 52й за карьеру в основном туре ассоциации.
- Льодра выигрывает 2й титул в сезоне и 25й за карьеру в основном туре ассоциации.

### Женщины пары
Бетани Маттек-Сандс /  Саня Мирза обыграли  Надежду Петрову /  Катарину Среботник со счётом 6-4, 2-6, [10-7].
- Маттек-Сандс выигрывает 2й титул в сезоне и 12й за карьеру в туре ассоциации.
- Мирза выигрывает 2й титул в сезоне и 16й за карьеру в туре ассоциации.